# Calluga costalis
Calluga costalis är en fjärilsart som beskrevs av Moore 1887. Calluga costalis ingår i släktet Calluga och familjen mätare. Inga underarter finns listade i Catalogue of Life.

## Bildgalleri

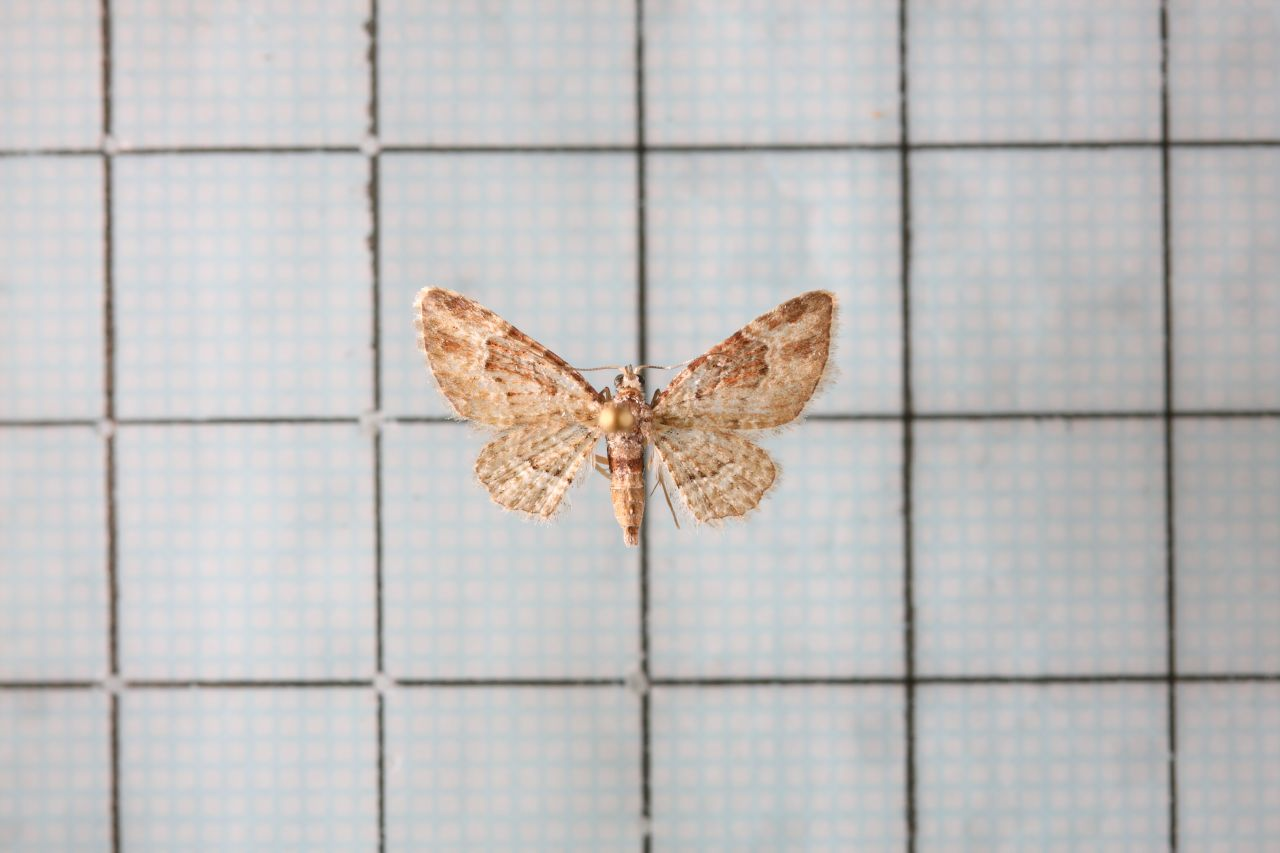